# Trouble sleeping
Trouble sleeping is een single van de Engelse zangeres Corinne Bailey Rae afkomstig van haar debuutalbum Corinne Bailey Rae.

## Videoclip
De videoclip is in een rustige stijl. Corinne Bailey Rae zit eerst in een auto voor zich uit te zingen. Dan stapt ze uit, loopt een tijdje over straat en gaat dan een café in waar ze achter de microfoon gaat zitten en de rest van het nummer afzingt.

## Uitgaven
Trouble sleeping is in Engeland op dvd-single en op cd-single uitgegeven. In Nederland alleen op cd-single.

### Nederland
- cd-single

1. Trouble Sleeping
2. Trouble Sleeping (Instrumental version)

### Engeland
- cd-single

1. Trouble sleeping
2. Munich (radio 1 live lounge version)

- dvd-single

1. Trouble sleeping
2. Till It Happens To You (Live At Shepherds Bush Empire)
3. Breathless (Live At Leeds Met)
4. Trouble sleeping (video)

| Trouble Sleeping in de Nederlandse Top 40 | Trouble Sleeping in de Nederlandse Top 40 | Trouble Sleeping in de Nederlandse Top 40 | Trouble Sleeping in de Nederlandse Top 40 | Trouble Sleeping in de Nederlandse Top 40 | Trouble Sleeping in de Nederlandse Top 40 | Trouble Sleeping in de Nederlandse Top 40 |
| Week                                      | 30                                        | 31                                        | 32                                        | 33                                        | 34                                        | 35                                        |
| ----------------------------------------- | ----------------------------------------- | ----------------------------------------- | ----------------------------------------- | ----------------------------------------- | ----------------------------------------- | ----------------------------------------- |
| Positie                                   | 39                                        | 34                                        | 27                                        | 36                                        | 40                                        | uit                                       |